# 통리역
통리역(Tong-ri station, 桶里驛)은 강원특별자치도 태백시 통동에 위치한 영동선의 철도역이었다.
개업을 시작했을 때에는 현재 통리재에 있는 강삭철도 유적지인 곳에서 화물 유치장과 열차가 대기하는 조차장으로 있었다. 통리~심포리 구간에는 1963년까지 인클라인 시설이 있었고, 이후 통리~도계 구간은 많은 터널과 1개소의 스위치백으로 대체되었다. 통리~도계 구간은 급경사 구간이었으므로 이 역에서는 한때 보조기관차를 연결하여 화물 열차의 운행을 돕는 모습을 볼 수 있었지만 2007년 12월 31일에 폐지되었다.
2012년 6월 27일 솔안터널의 개통에 따라 동백산-도계 구간이 이설되어 폐역되었으나, 역 시설 자체는 동백산역에 딸린 화물 기능을 수행하기 위하여 존속하고 있다. 인근 탄광에서 생산하는 무연탄을 대한민국 주요 도시로 보낸다. 이 역에는 일부 무궁화호 열차가 정차하였으나, 역의 폐지 이후 여객 업무는 동백산역으로 이전되었다. 통리역 스탬프도 2012년 6월 27일부터 동백산역으로 옮겨갔다. 또 경동탄광 통리저탄장에서 석탄을 실어 각지로 보냈으며 폐역된 이후에도 현재까지 이곳을 통한 화물 수송이 이루어지고 있다. 현재는 2014년 10월 24일 추추파크 개장 이후로 레일바이크 출발 지점으로 이용되고 있다. 과거 2018년에는 태백시 뉴딜사업 도시재생으로 100억을 들여 탄광촌인 통리와 통리역을 사용하였으나 실패하였다.

## 역명 유래
이 곳의 동쪽에는 백영산 남쪽에는 연화산이 둘러 쌓여 있어 마을 사방의 산이 높고 그 가운데로 길게 골짜기가 형성되어 마치 구유처럼 생겼다하여 통(桶), 마을 리(里)라하여 통리라 한데서 비롯되었다.

## 연혁
- 1940년 8월 1일 : 보통역으로 영업 개시
- 1963년 3월 2일 : 역사 신축 착공
- 1963년 5월 10일 : 역사 신축 준공
- 1963년 5월 20일 : 통리~심포리간 인클라인 철거
- 1994년 1월 1일 : 소화물 취급 중지[1]
- 2012년 6월 27일 : 솔안터널 개통으로 폐역[2], 역 선로는 동백산역의 전용선으로 변경
- 2014년 10월 24일 : 추추파크의 레일바이크 출발 지점으로 이용

## 사진

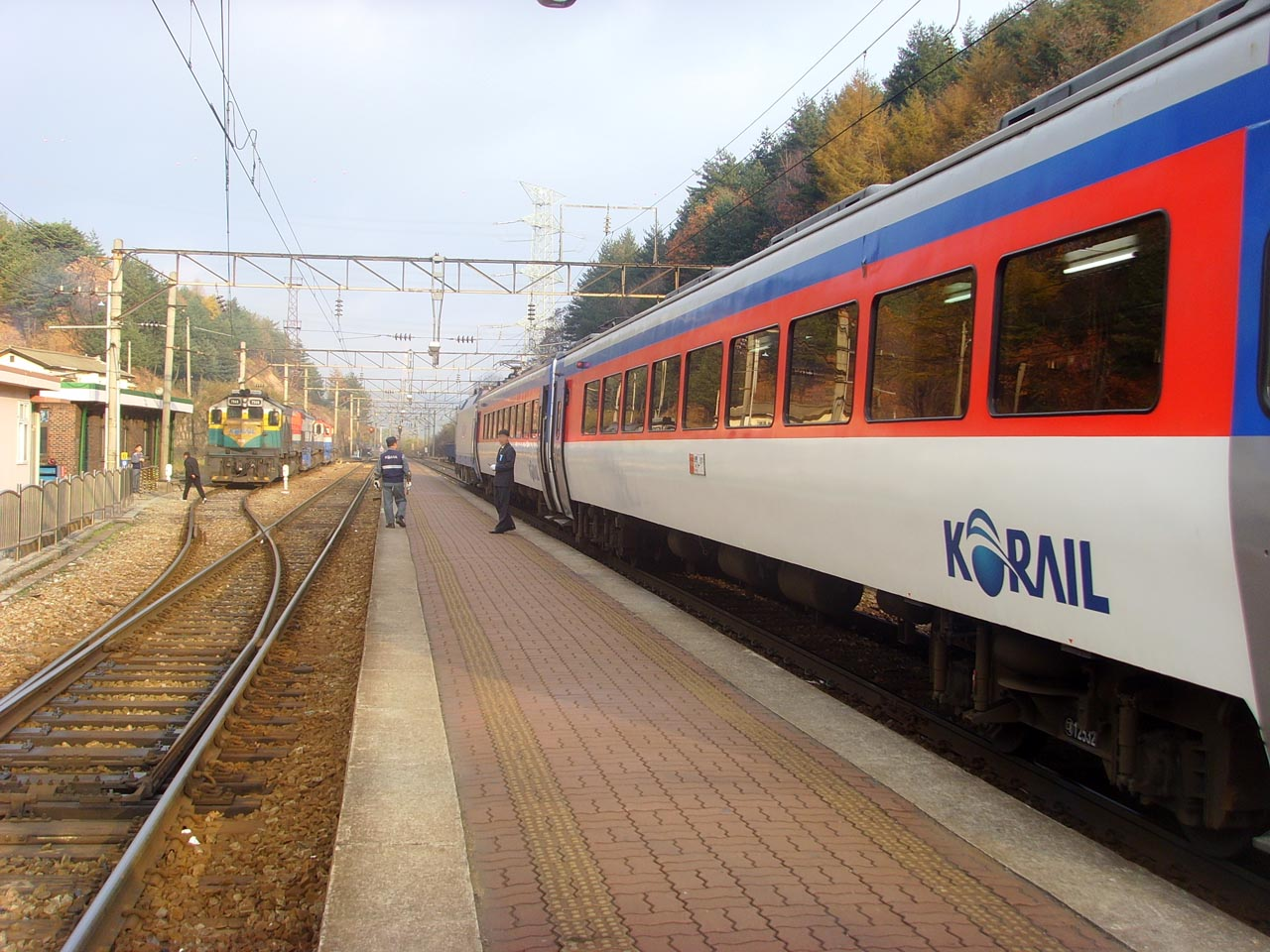
심포리역 방향
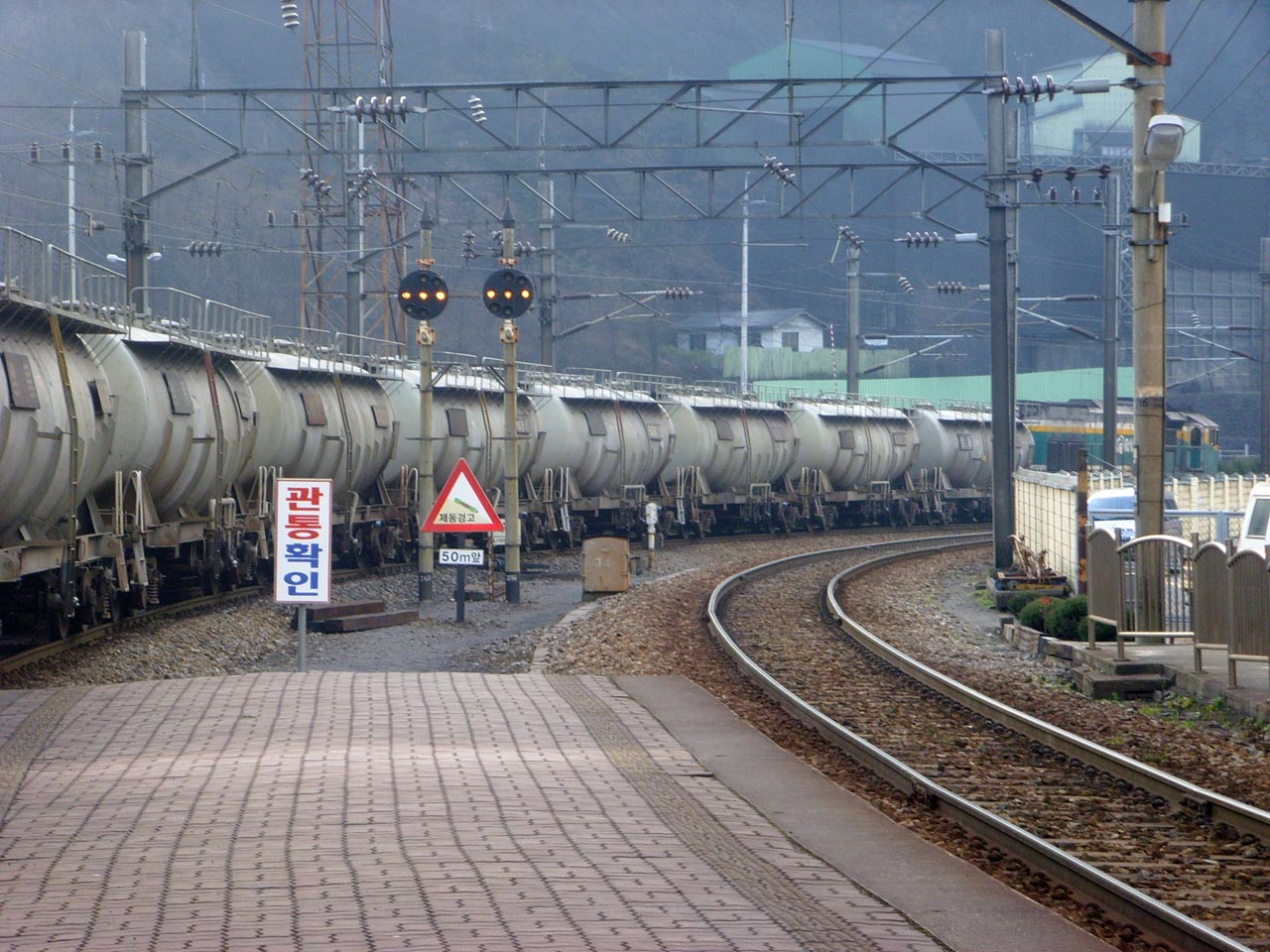
동백산역 방향